# Власов, Николай Викторович
Никола́й Ви́кторович Вла́сов (род. 29 ноября 1965, Куйбышев) — российский шахматист, международный мастер (1995), мастер спорта СССР (1991), стример. Победитель WICC (World Internet Chess Championship) по версии ФИДЕ (2001), участник чемпионата мира по версии ФИДЕ 2002 (проиграл в 1-м раунде Рустаму Касымджанову) и Гран-при ФИДЕ 2002, в 2003 году дошёл до 1/4 финала в онлайн-чемпионате Европы (победил Андрея Харлова, Теймура Раджабова и Клауса Бишоффа, но проиграл Эмилю Сутовскому). На чемпионате Москвы 1994 разделил 1—2-е места с Алексеем Митенковым. Выполнил 2 нормы гроссмейстера.
Окончил механико-математический факультет МГУ. В 1980-е годы Власов был кандидатом в мастера спорта, но вскоре стал сильным шахматистом и одним из ведущих в Москве. Он часто играл в шахматном клубе парка «Сокольники» и привлекал к себе внимание тем, что начинал партии с непопулярных дебютов, особенно дебют Нимцовича. Часто применял полукорректные и собственные варианты начала партий.
В 1993 году разделил 1—2-е места в опен-турнире Мемориала Акибы Рубинштейна. Участник Кубка европейских клубов 1996 года в составе греческой команды SA DEI Macedonia/Thrace.
В 2003 году сыграл в блиц-матче в составе сборной России против сборной Украины, набрав 6 из 10. Россия победила со счётом 67½-60½. В конце 2004 года разделил 5-6 места на Открытом интернет-кубке России по блицу с Владимиром Косыревым. После этого турнира Власова стали подозревать в мошенничестве, поскольку состав был достаточно сильным, но судейская коллегия не стала пересматривать результаты.
В феврале 2019 года на Мемориале Юрия Никитина занял 3-е место, в мае разделил 1—2-е места с Мухаммадом Хусейнходжаевым на Aktogay Masters.
Дочь Власова является одной из сильнейших шахматисток России своего возраста (по данным сентября 2024 года).